# Brachirus orientalis
Brachirus orientalis es una especie de pez de la familia Soleidae en el orden de los Pleuronectiformes.

## Distribución geográfica
Se encuentran en las  costas del Mar Rojo, Golfo Pérsico, oeste de la India, Sri Lanka, Malasia,  China y norte de Australia.